# Diosyris miranda
Diosyris miranda är en skalbaggsart som beskrevs av Francis Polkinghorne Pascoe 1866. Diosyris miranda ingår i släktet Diosyris och familjen långhorningar. Inga underarter finns listade i Catalogue of Life.